# Banne (rechtsgebied)
Een banne was vroeger een rechtsgebied. Een ban of banne stond onder de rechtspraak van een rechter, zoals de ban(ne) van Westzaan en Assendelft.
Nu nog is het woord terug te vinden in plaatsnamen als Banne Buiksloot en Vrijenban en in het woord bandijk.
Bannen werden gemarkeerd door banpalen. Iemand die verbannen werd, mocht zich niet meer binnen de banne begeven. Hij was dan uit de gemeenschap verwijderd. Het woord bandiet betekent eigenlijk iemand die verbannen is.